# Котари (Польща)
Котари (пол. Kotary) — село в Польщі, у гміні Панки Клобуцького повіту Сілезького воєводства.
Населення — 48 осіб (2011).
У 1975-1998 роках село належало до Ченстоховського воєводства.

## Демографія
Демографічна структура станом на 31 березня 2011 року:
|          | Загалом | Допрацездатний вік | Працездатний вік | Постпрацездатний вік |
| -------- | ------- | ------------------ | ---------------- | -------------------- |
| Чоловіки | 28      | 7                  | 19               | 2                    |
| Жінки    | 20      | 4                  | 13               | 3                    |
| Разом    | 48      | 11                 | 32               | 5                    |